# Iris fétide
Iris foetidissima
Espèce
Classification phylogénétique
L'iris fétide (Iris foetidissima) est une espèce de plantes herbacées de la famille des Iridacées, vivace par un rhizome. Il est assez commun en Europe, surtout à l'ouest, où il pousse dans les talus.
C'est l'une des espèces d'iris les plus discrètes, avec de petites fleurs bleu pâle, tournant rapidement au brun. Le fruit est en revanche assez spectaculaire : en automne, il s'ouvre, laissant voir des graines d'un rouge-orangé vif. Il est parfois utilisé dans des bouquets secs. L'espèce doit son nom à l'odeur désagréable que les feuilles dégagent quand elles sont coupées ou froissées.

## Noms communs
- Iris fétide ;
- Iris gigot ;
- Iris puant ;
- Glaïeul puant.

## Synonymes
- Xiphion foetidissimum (L.) Parl., Nuov. Gen. Sp. Monocot.: 45 (1854).
- Spathula foetidissima (L.) Fourr., Ann. Soc. Linn. Lyon, n.s., 17: 163 (1869).
- Xyridion foetidissimum (L.) Klatt, Bot. Zeitung (Berlin) 30: 500 (1872).
- Iris foetida Thunb., Iris: 16 (1782).
- Chamaeiris foetida Medik.,

## Description
L'iris fétide est une plante vivace de 30 à 80 cm de hauteur, comportant un rhizome épais.
Les feuilles linéaires (pointues comme un glaive) s'élèvent à partir du rhizome en une touffe dense, persistant l'hiver. Elles sont vert foncé, luisantes et dégagent une odeur forte plus ou moins alliacée, lorsqu'on les froisse.
Les fleurs, produites par les touffes ayant suffisamment d'ombre, sont portées par une hampe garnie de bractées ressemblant à des feuilles. La fleur est formée de 3 grands tépales externes étalés, 3 tépales internes relevés, violet bleuâtre, veinés de sombre, à base rétrécie jaune foncé.
La floraison s'étale de mai à juillet.
Le fruit est une capsule ovoïde-trigone, à graines rouge corail, partiellement charnues.

## Écologie
L'iris fétide se rencontre dans tout le Midi et l'Ouest et çà et là ailleurs en France. Il est présent en Angleterre, Irlande, Espagne, Portugal et Italie ainsi qu'en Afrique septentrionale.
Il croît dans les bois et coteaux secs sur substrat généralement calcaire.

## Histoire
L'iris fétide se trouve aussi dans les jardins et fait partie de la pharmacopée du Moyen Âge. En effet, cette plante est largement citée pour soigner (voir la Flore de Fournier).
Elle est présentée également dans les jardins ethnobotaniques.

## Caractéristiques
- Organes reproducteurs
  - Couleurs dominantes des fleurs : bleu, brun, blanc
  - Période de floraison : juin-août
  - Inflorescence : cyme unipare hélicoïde
  - Sexualité : hermaphrodite
  - Pollinisation : entomogame
- Graine
  - Fruit : capsule
  - Dissémination : endozoochore
- Habitat et répartition
  - Habitat type : ourlets basophiles médioeuropéens, xérophiles
  - Aire de répartition : méditerranéen-atlantique[1]

## Toxicité
L'iris fétide est réputé toxique pour le bétail et pour l'homme. Sa consommation est susceptible de provoquer des vomissements et des diarrhées parfois sanglantes. La présence d'une quinone alkylée serait responsable de cet effet.

## Galerie

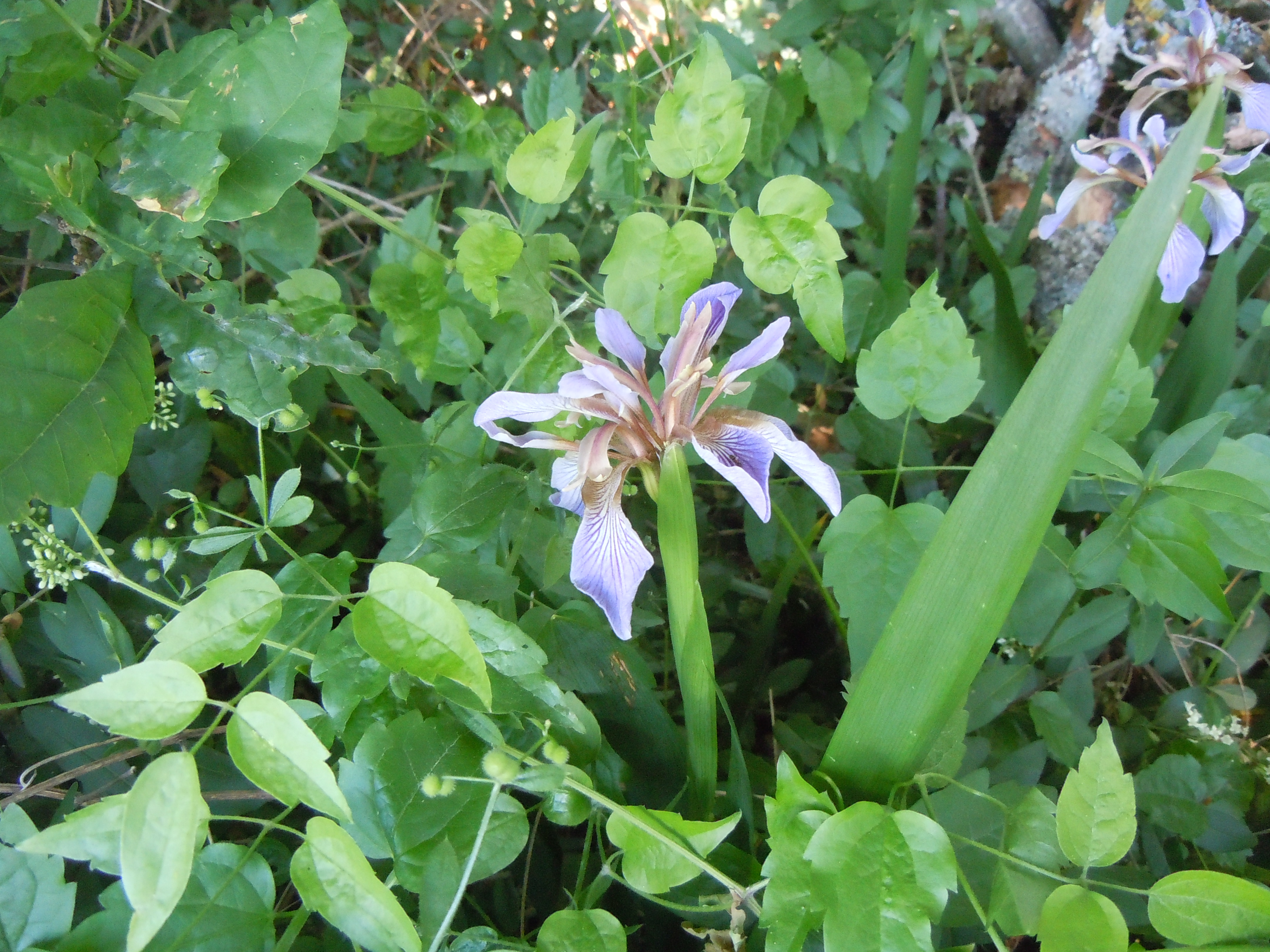
Iris fétide poussant en lisière de forêt.
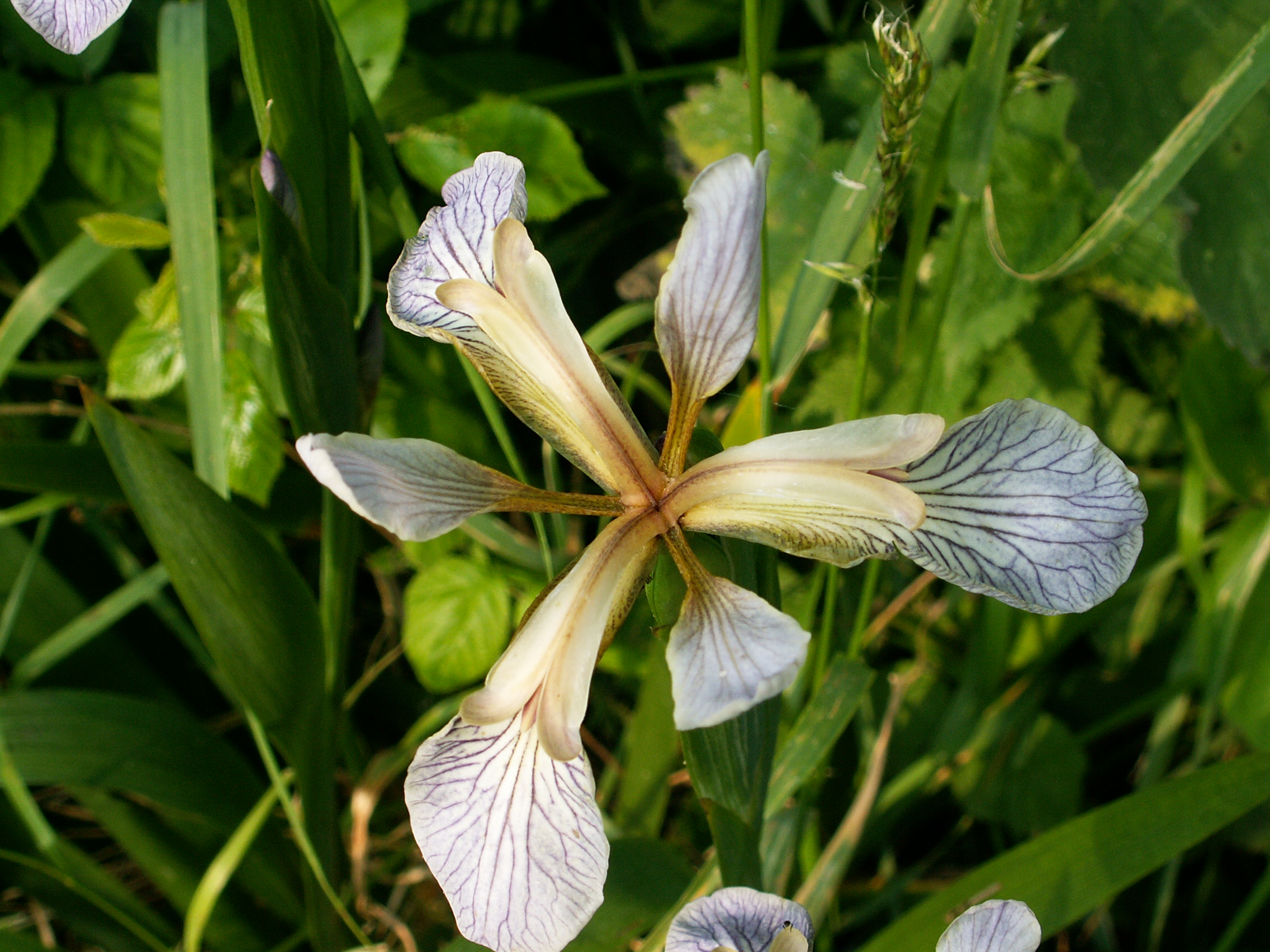
Détail de la fleur
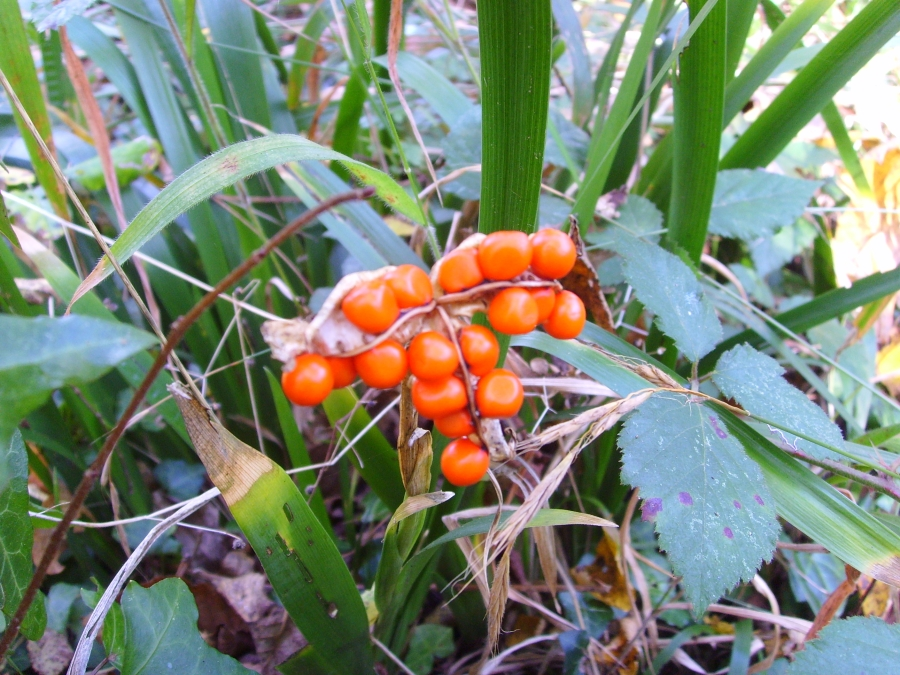
Capsules et graines d'Iris foetidissima
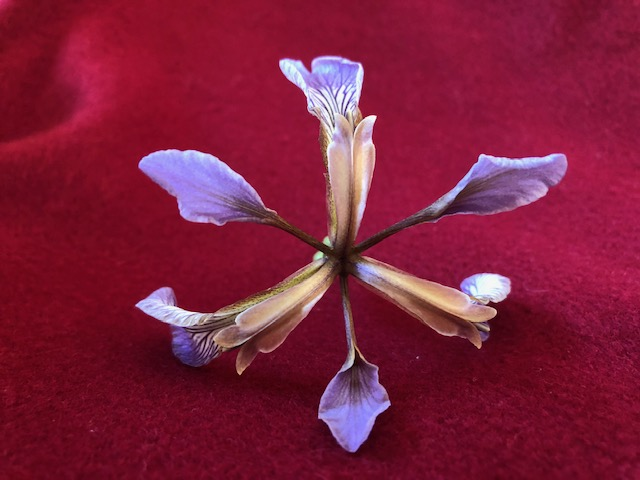